# Marie-Thérèse Laruette
Marie-Thérèse Laruette, de nom de soltera Villette, fou una cantant d'òpera francesa (1740-1837) una de les artistes més cèlebres de la Opéra-Comique, casada amb el també cantant i compositor Jean-Louis Laruette.
Debutà amb un èxit complet (9 de setembre de 1758) en l'Opéra-Comique de la Ferie, passant al cap de poc a l'Òpera, on fou molt ben rebuda principalment interpretant el rol de Colás, a Le Devin du village. La seva veu, poc potent, en canvi era lleugera i brillant; al cap de tres anys deixà l'Òpera per entrar en la Comédie Italianne (1761), on aviat despertà un rar entusiasme entre el públic parisenc, assolint en poc temps a tenir una gran preponderància entre els artistes i cantatrius dels seu temps.